# Bajor Gizi Színészmúzeum
A Bajor Gizi Színészmúzeum Bajor Gizi halálának első évfordulóján, 1952. február 12-én Gobbi Hilda kezdeményezésére nyílt meg Bajor Gizi egykori villájában. A múzeum az Országos Színháztörténeti Múzeum és Intézet kiállítóhelye, amely színháztörténeti kiállításokkal várja a látogatókat szerdától vasárnapig 10 és 18 óra között. 

## Története
A Bajor Gizi hagyatékából és emlékszobájából kifejlődő múzeumba az alapító a névadó mellé Jászai Marit és Márkus Emíliát emelte ki a magyar színháztörténetből, saját emlékszobákkal.

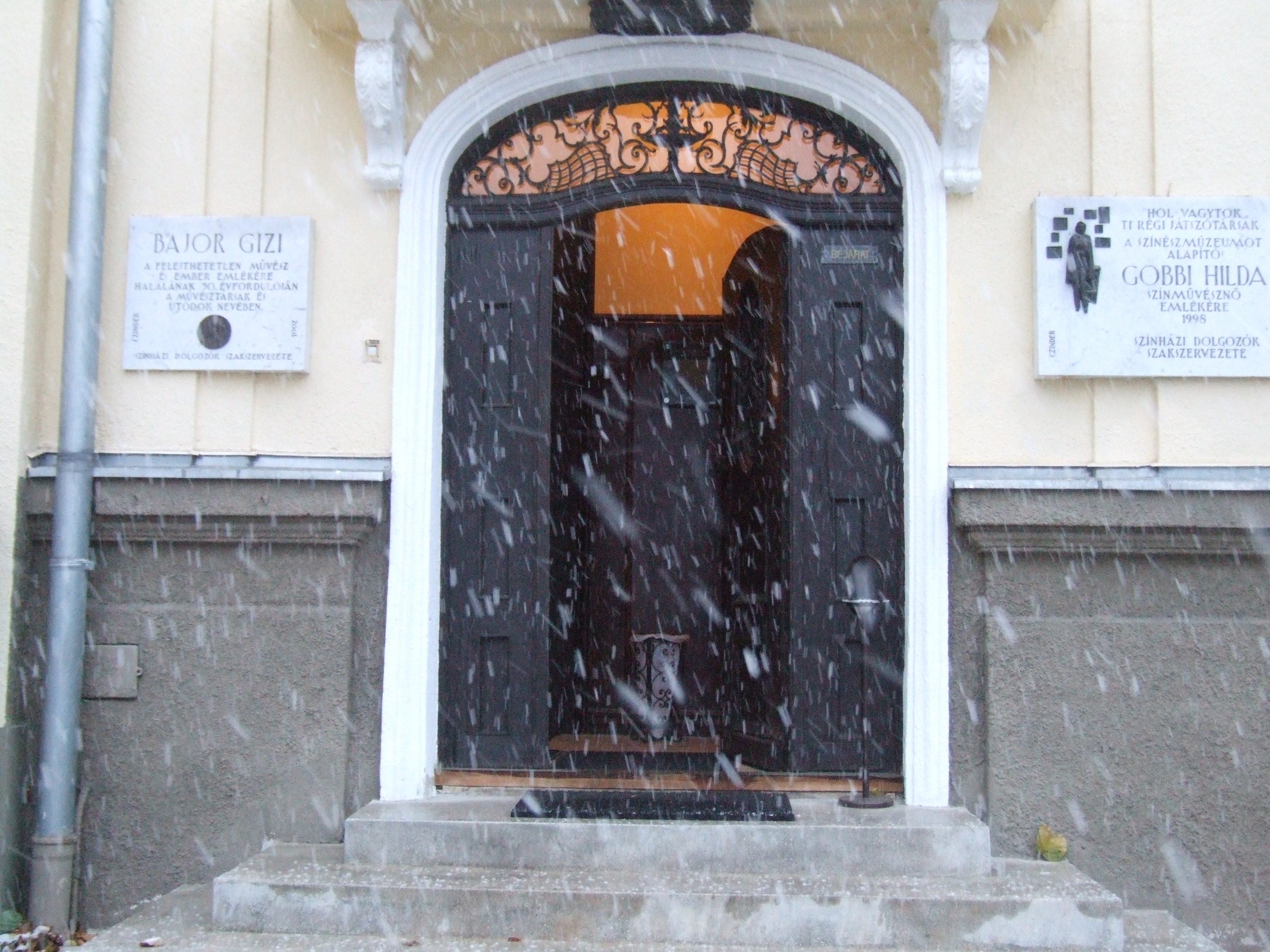
Hóesésben. A villa egykori lakója, a múzeum névadója és létrehozója emléktáblája fogad a bejáratnál

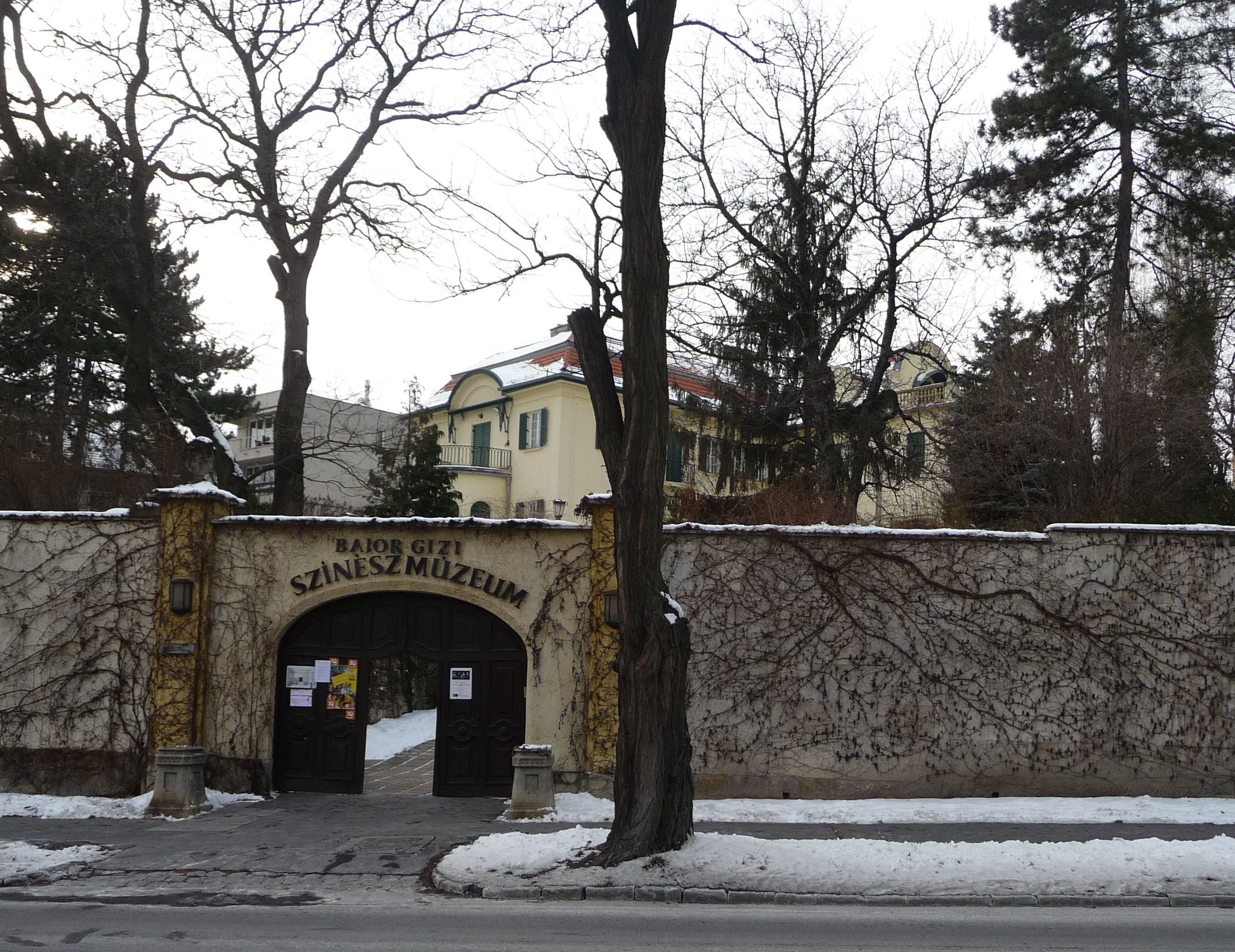
A múzeum bejárata a Stromfeld Aurél utca felől

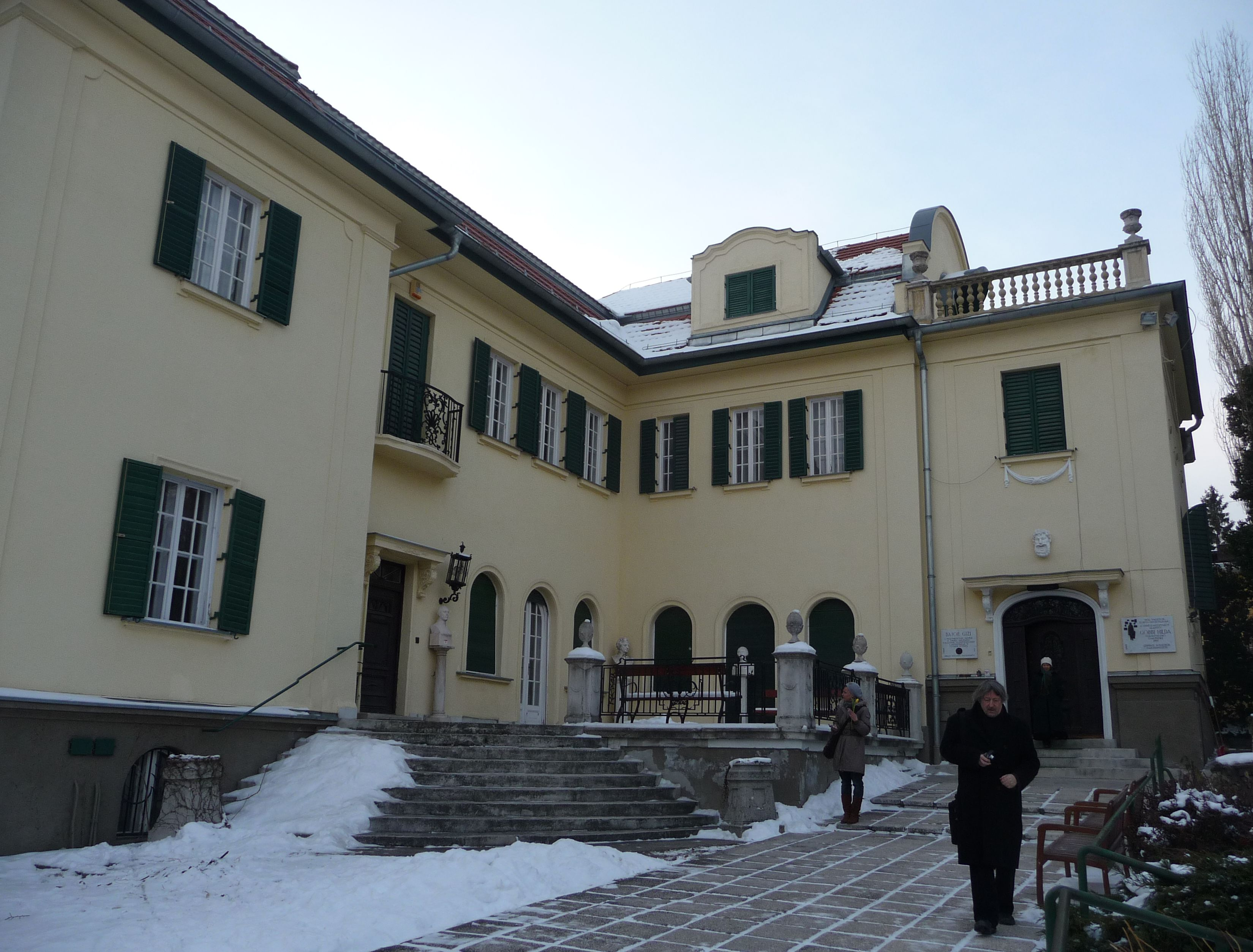
A villa

Gobbi Hilda 1990-ben kapott emlékszobát. A Múzeum szakmai felügyeletét és kezelését 1953 óta az (1952. november 2-án megalakult) Országos Színháztörténeti Múzeum látja el, mely 1991-ben került a fenntartó minisztériumban a közgyűjtemények közé, Országos Színháztörténeti Múzeum és Intézet (OSZMI) néven.
A 2002-ben újragondolt villa földszintjén megmaradtak a korábbi, egy-egy egyéniség köré komponált emlékszobák. A négy színésznő művészi pályája a Nemzeti Színház történetének több mint száz évét fogja át, a Szigligeti-korszaktól (Jászai Mari), a Paulay-korszakon (Jászai Mari, Márkus Emília), Hevesi Sándor és Németh Antal igazgatói működésén át az 1940-es évek végéig (Bajor Gizi), majd pedig a Marton Endre-, Major Tamás-korszakkal az 1980-as évek elejéig (Gobbi Hilda). Az emeleten tematikus szobák (operett, táncművészet) és a színház kulisszatitkaiba bepillantást engedő termek várják az érdeklődőket.
A múzeum egyedi hangulatát jelentősen meghatározza a neobarokk, 20. század eleji villa, Bajor Gizi egykori otthona és a hozzá tartozó hatalmas parkos kert.
2017–2021 között szervezetileg a Petőfi Irodalmi Múzeumhoz tartozott. 2021 őszétől a Színház- és Filmművészetért Alapítvány (SZFA) részét képezi.